# Lepidobatrachus llanensis
Lepidobatrachus llanensis és una espècie de granota que viu a l'Argentina, el Paraguai i, possiblement també, a Bolívia.
Està amenaçada d'extinció per la pèrdua del seu hàbitat natural.